# Нікола Качорі

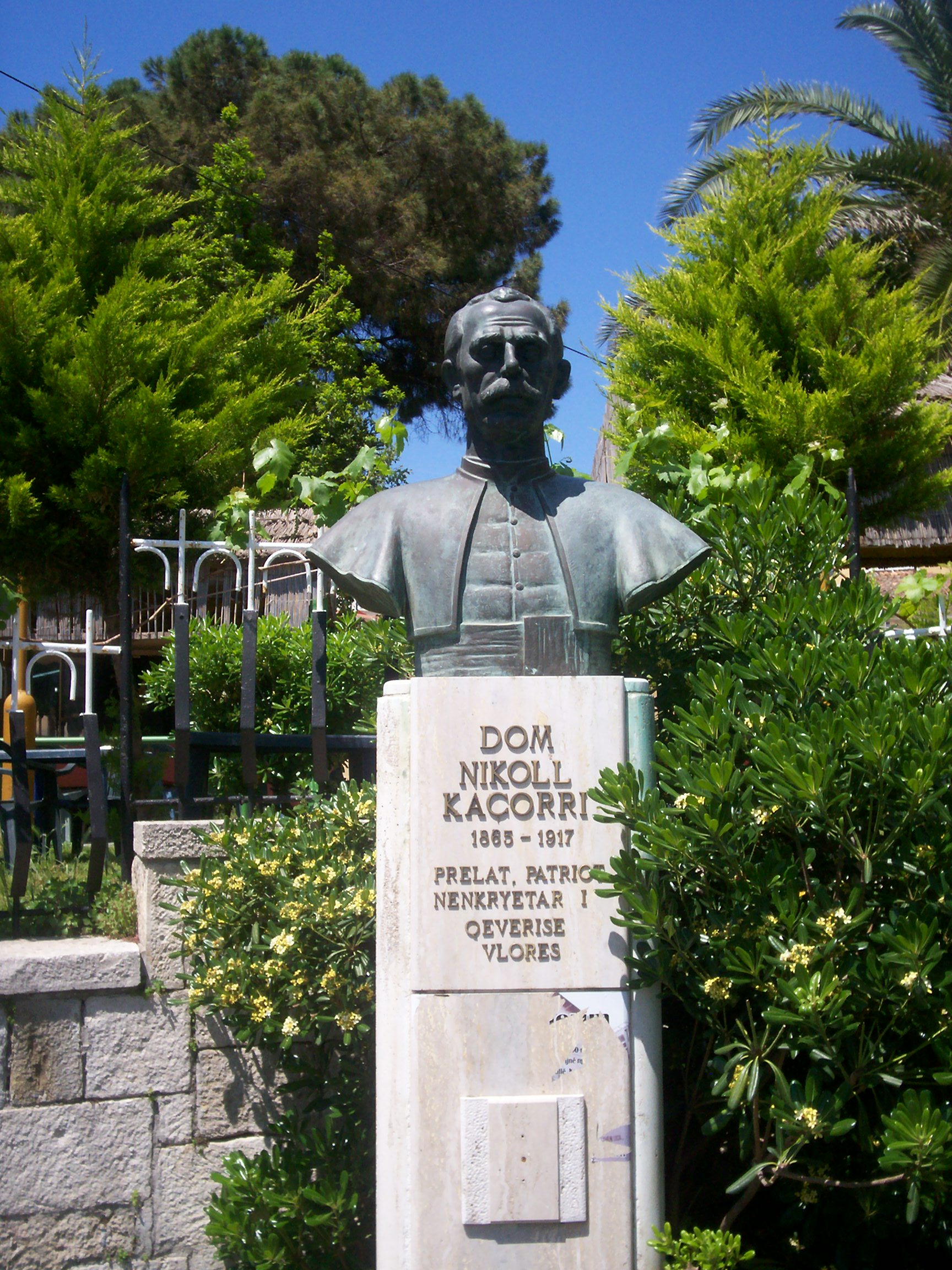
Бюст

Дом Нікола Качорі (алб. Nikollë Kaçorri; нар. 1862, Лур — пом. 29 травня 1917, Відень) — видний діяч Національного відродження Албанії. Підписав албанську Декларацію незалежності, займав посаду заступника прем'єр-міністра Тимчасового уряду Албанії.

## Біографія
У 1878 році став католицьким священиком. У 1902 році він став архієпископом Дурреса, де він служив до проголошення Албанією незалежності. Він також був учасником З'їзду у Монастирі, який створив албанську абетку.